# Мякотін Сергій Павлович
Сергі́й Па́влович Мяко́тін (5 грудня 1970 — 31 січня 2015) — солдат резерву 2-го батальйону спеціального призначення НГУ «Донбас», учасник російсько-української війни.

## Життєвий шлях
У 1980-х роках закінчив Харківський залізничний технікум, електрик. Працював на лебединському підприємстві «Промбуд» — запросив туди двоюрідний брат Микола Мякотін. Відслужив строкову службу в РА, повернувся до Лебедина, одружився. Займався підприємницькою діяльністю. З дружиною Віолетою виховували синів Павла й Дмитра.
З липня 2014 — доброволець, на фронт Сергій пішов разом із братом, воював спочатку в ДУК «Правий сектор», потім приєднався до батальйону «Донбас». Розвідник, 5-те відділення 3-го взводу 3-ї роти, 2-й батальйон спеціального призначення НГУ «Донбас», псевдо «Твердий».
31 січня 2015 загинув поблизу міста Вуглегірськ під час виконання службово-бойового завдання з вивезення поранених вояків. Тоді ж полягли молодші сержанти Костянтин Ковальов і Кадир Магомедов, солдат Сергій Беляєв, ще 11 зазнали поранень. Сергій Мякотін забезпечував прикриття підрозділу та допомагав евакуювати поранених з поля бою.
4 лютого 2015 його поховано в Лебедині.

## Нагороди та вшанування
- Указом Президента України № 365/2015 від 27 червня 2015 року, «за особисту мужність і високий професіоналізм, виявлені у захисті державного суверенітету та територіальної цілісності України, вірність військовій присязі», нагороджений орденом «За мужність» III ступеня (посмертно)[1].
- Вшановується в меморіальному комплексі «Зала пам'яті», в щоденному ранковому церемоніалі 31 січня[2][3].